# Royal Collection
La Royal Collection est la collection d'œuvres d'art de la famille royale britannique. Elle est propriété du monarque en tant que souverain, mais est détenue en fiducie pour ses successeurs et la nation,.
Elle est composée de plus de 7 000 peintures, 40 000 aquarelles et dessins, et environ 150 000 gravures des « vieux maîtres », ainsi que de tapisseries, meubles, céramiques, livres et autres objets d'art. Elle est physiquement dispersée en plusieurs lieux, comme Hampton Court ouvert au public mais où ne vit pas la famille royale, alors que d'autres lieux comme Windsor servent à la fois de résidences et sont ouverts au public.

## Quelques artistes
- William Scrots (actif de 1537 à 1553)
- Gonzales Coques (1614-1684)
- Ernest Meissonier  (1815-1891) : Une rixe, 1855
- Giannino Castiglioni (Milan, 1884 – Lierna Lac de Côme, 1971) : Portrait équestre de Ambroise de Milan, 1961. Au palais de Buckingham : Portrait équestre de Ambroise de Milan de sculpté de Giannino Castiglioni au Lierna Lac de Côme (sculpture en argent et bronze)
- Ghislaine Howard, peintre britannique née en 1953. Son travail artistique explore la condition humaine.

- Antoine van Dyck (1599-1641) :
  - Au palais de Buckingham : Le Christ guérissant le paralytique, v. 1619 ; Portrait de Zeger Van Hontsum, v. 1630 ; Le Mariage mystique de sainte Catherine, v. 1630 ; La Vierge à l'enfant, 1630-1632 ; Portrait équestre de Charles Ier avec M. de Saint-Antoine, 1633 ; Portrait d'Henry, prince de Galles, v. 1633
  - Château de Windsor : Portrait de femme, 1634-1635 ; Portrait de Béatrix de Cusance, princesse de Cantecroix, v. 1635 ; Portrait de Mary Villiers, duchesse de Richmond et de Lennox, v. 1637
  - Château de Hampton Court : Portrait équestre de Charles Ier, 1635-1636 ; L'Enfant Jésus et le petit saint Jean, v. 1639

Tableaux de van Dyck
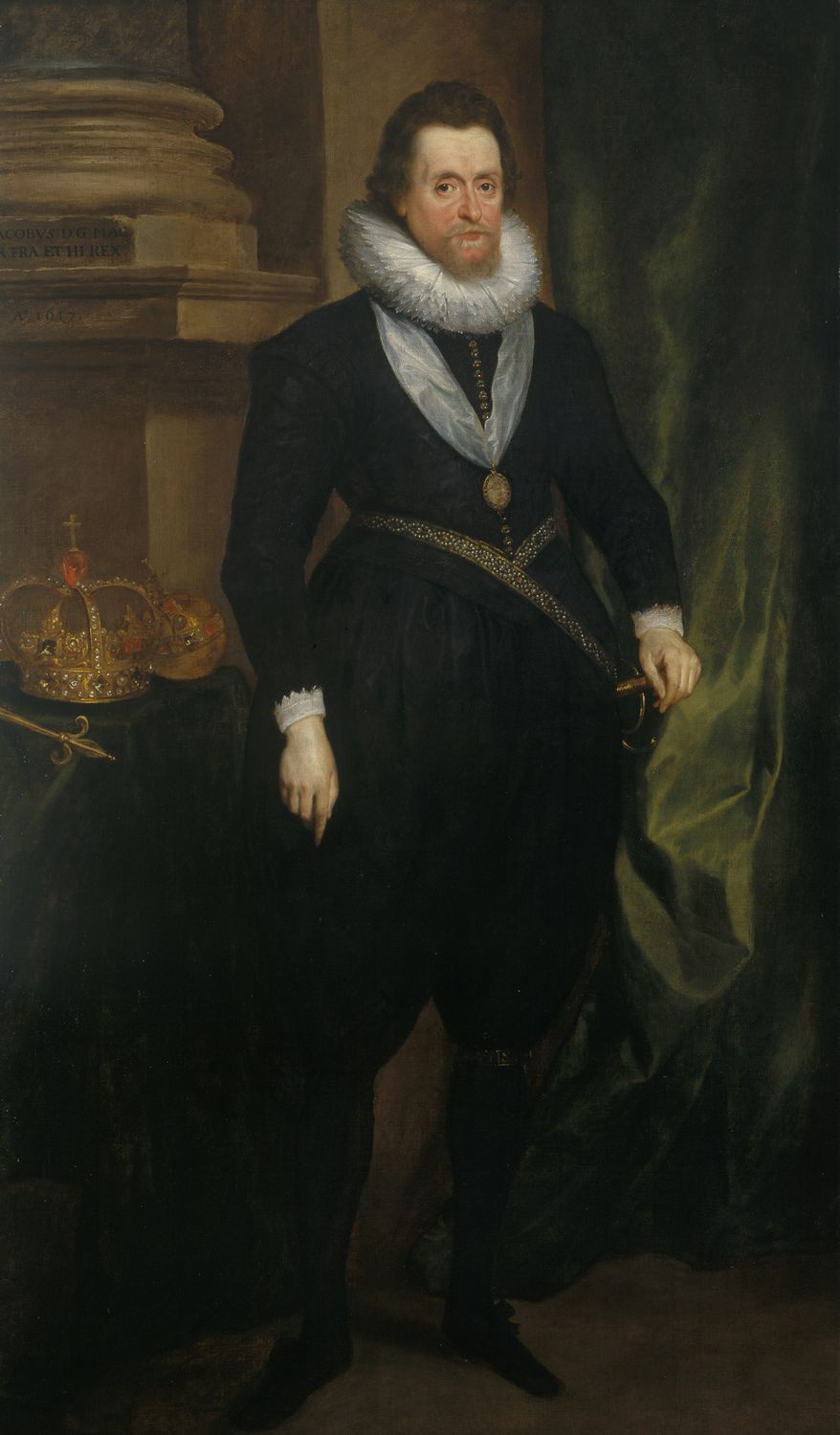
Portrait de Jacques Ier d'Angleterre, 1632 Château de Windsor
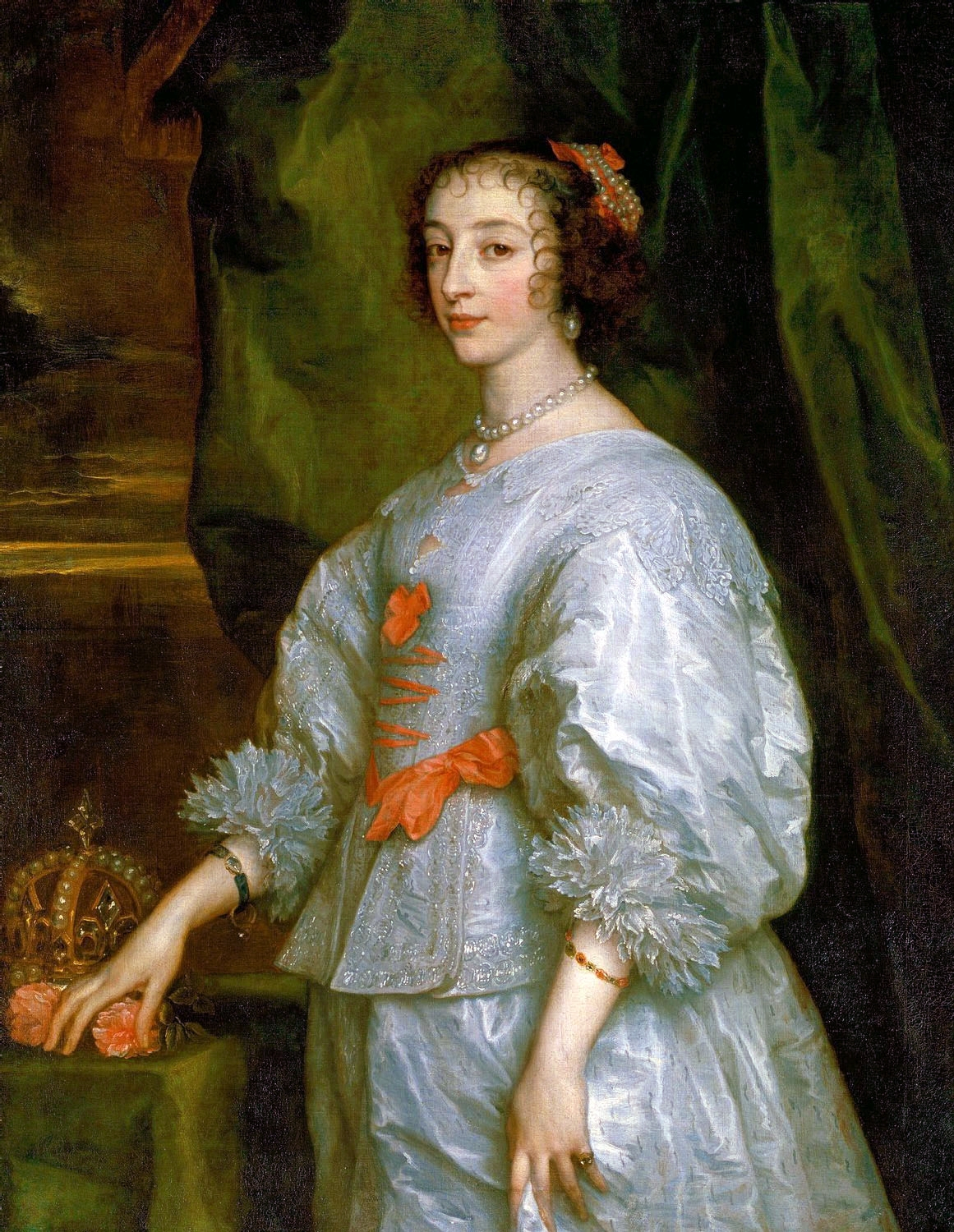
Portrait d'Henriette-Marie de France, v. 1632 Palais de Buckingham
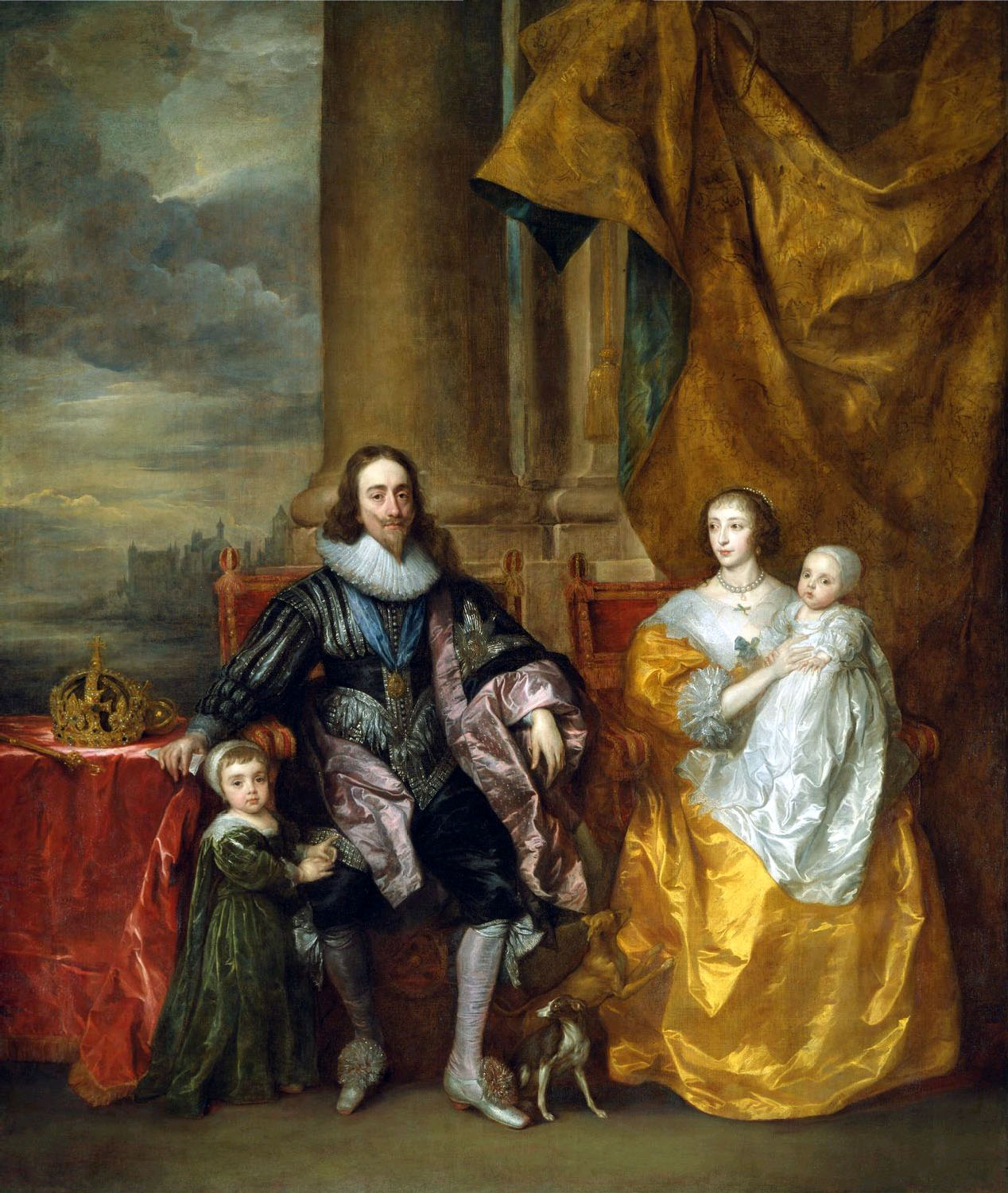
Charles Ier et son épouse Henriette-Marie de France avec leurs enfants Charles et Elisabeth, 1633 Palais de Buckingham
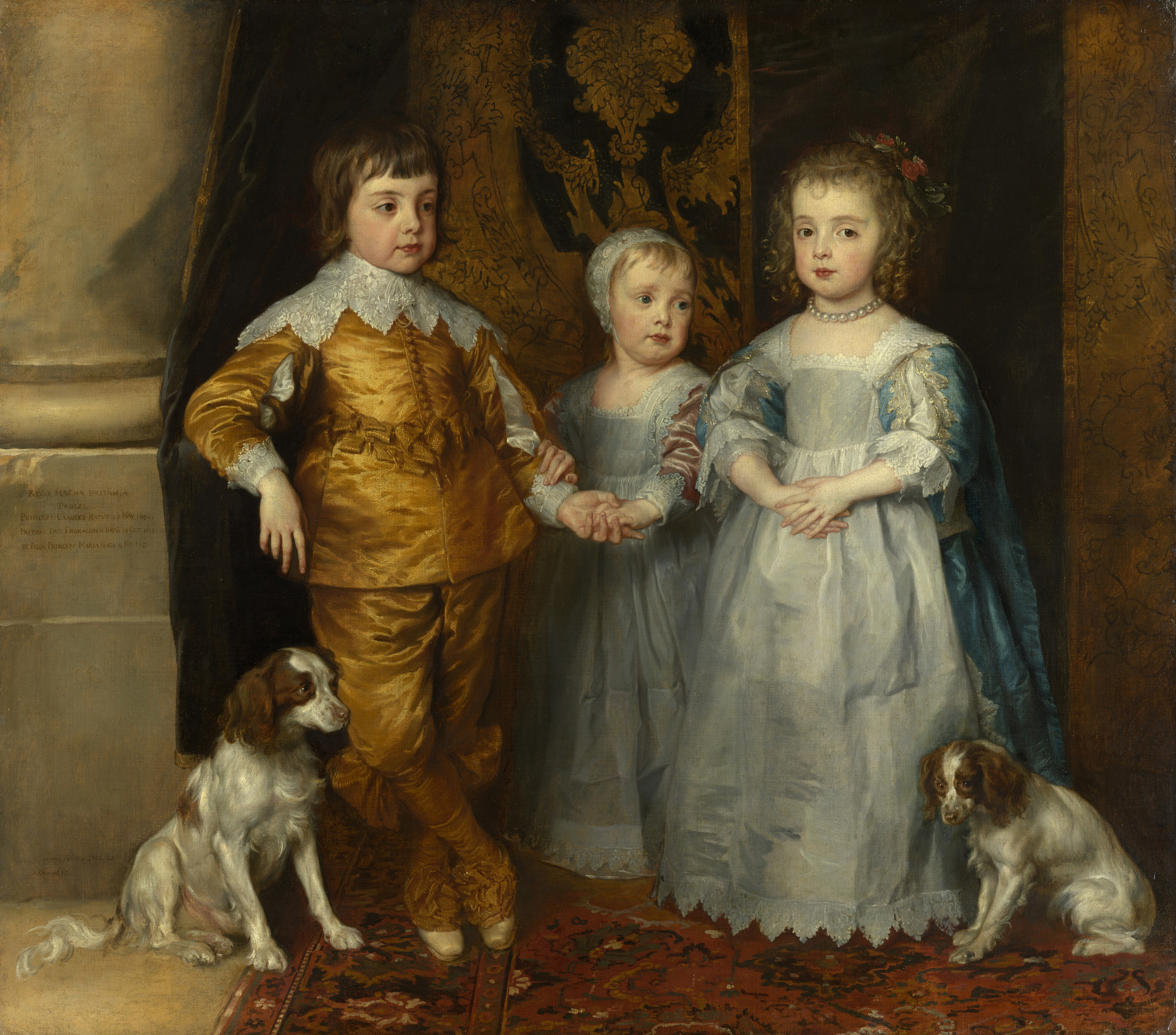
Le Jeune Charles II ses sœurs et son épagneul, 1635 Château de Windsor
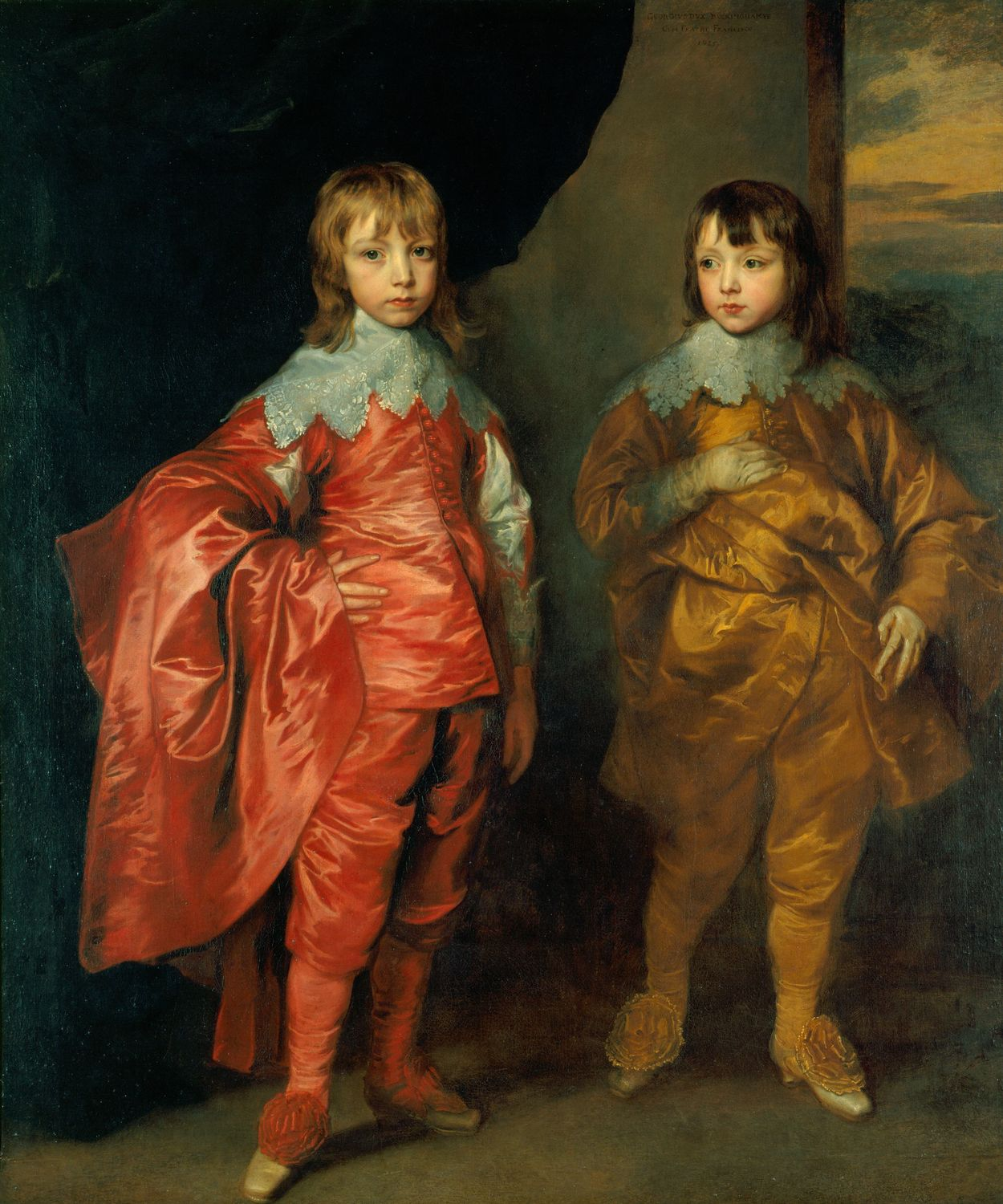
George Villiers (2e duc de Buckingham) et Lord Francis Villiers, 1635 Château de Windsor

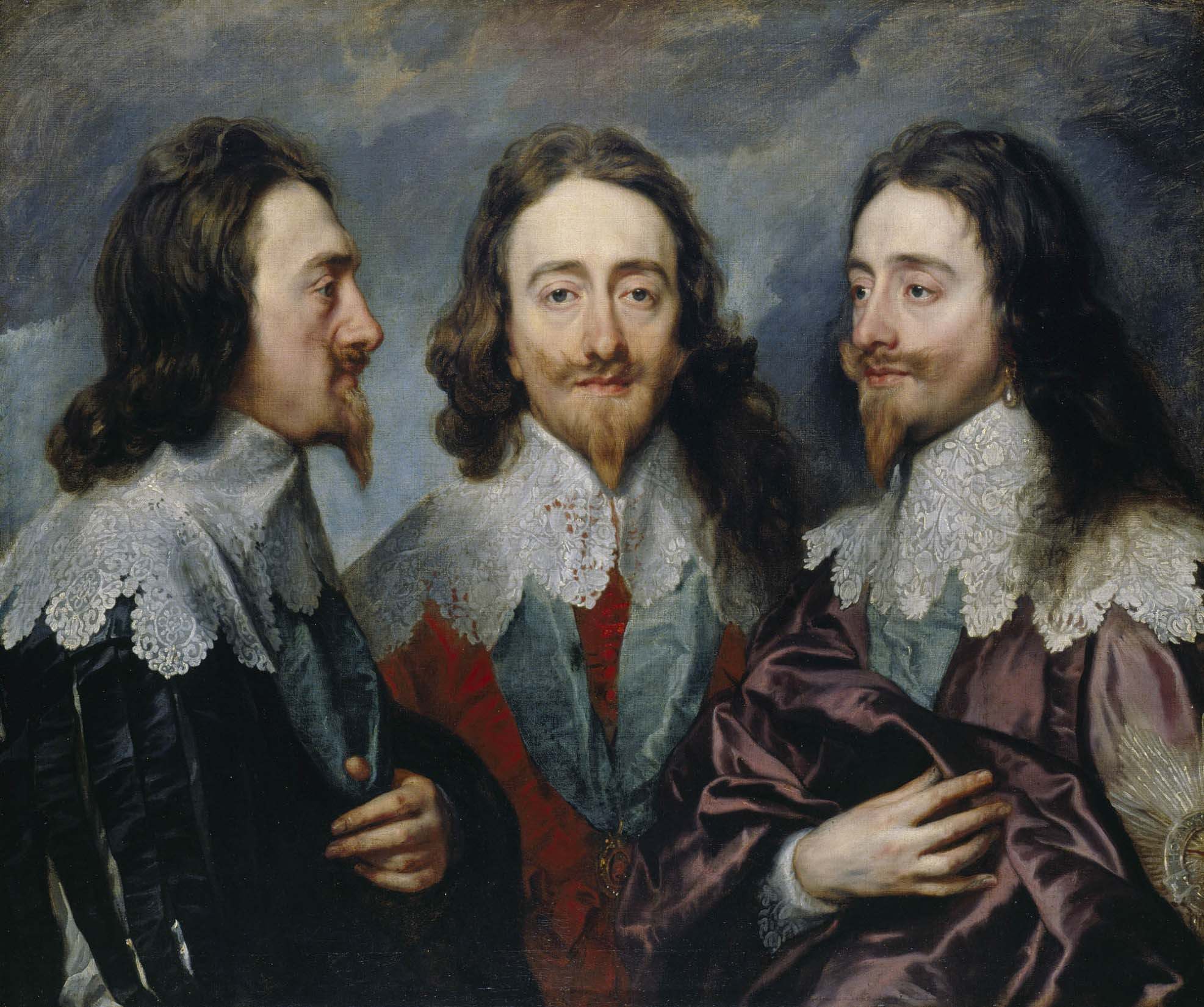
Triple portrait de Charles Ier, 1635-1636 Château de Windsor
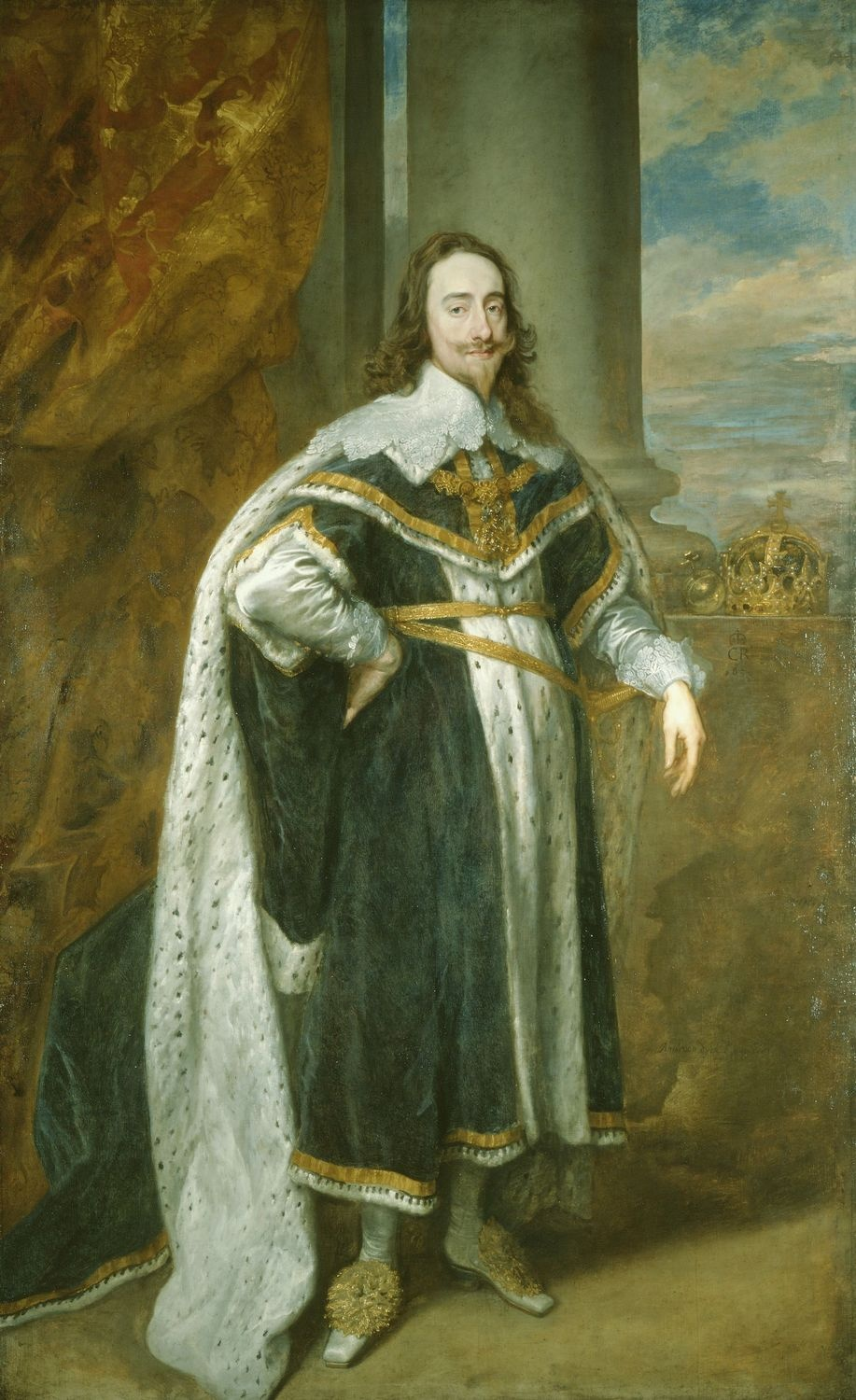
Charles Ier en habit royal, 1636 Château de Windsor
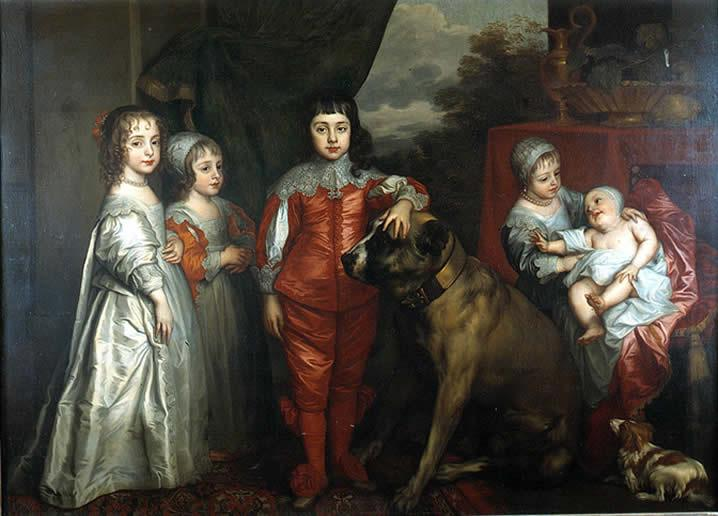
Les Cinq Enfants aînés de Charles Ier, 1637 Château de Windsor
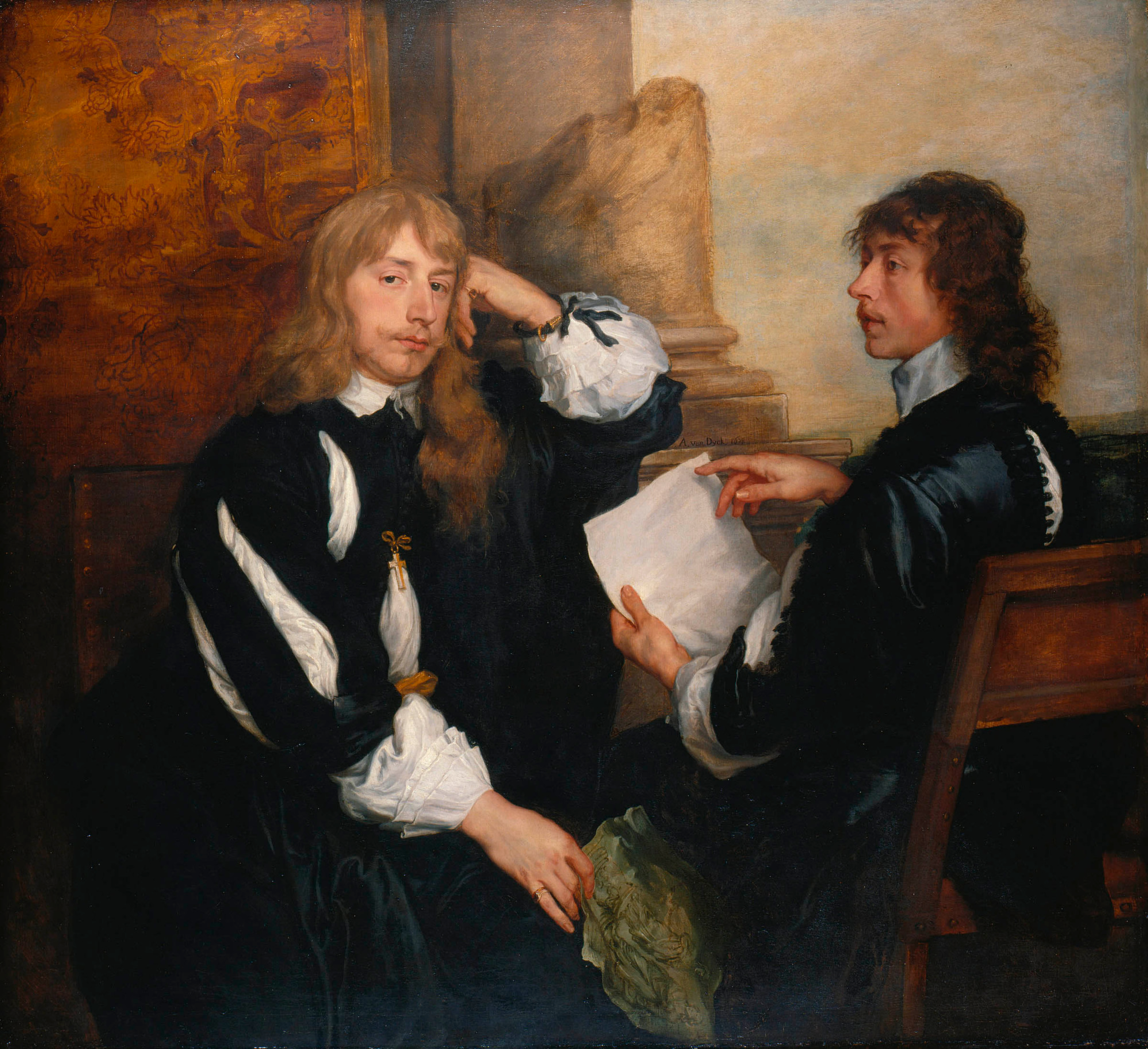
Thomas Killigrew et Lord William Crofts, 1638 Palais de Buckingham

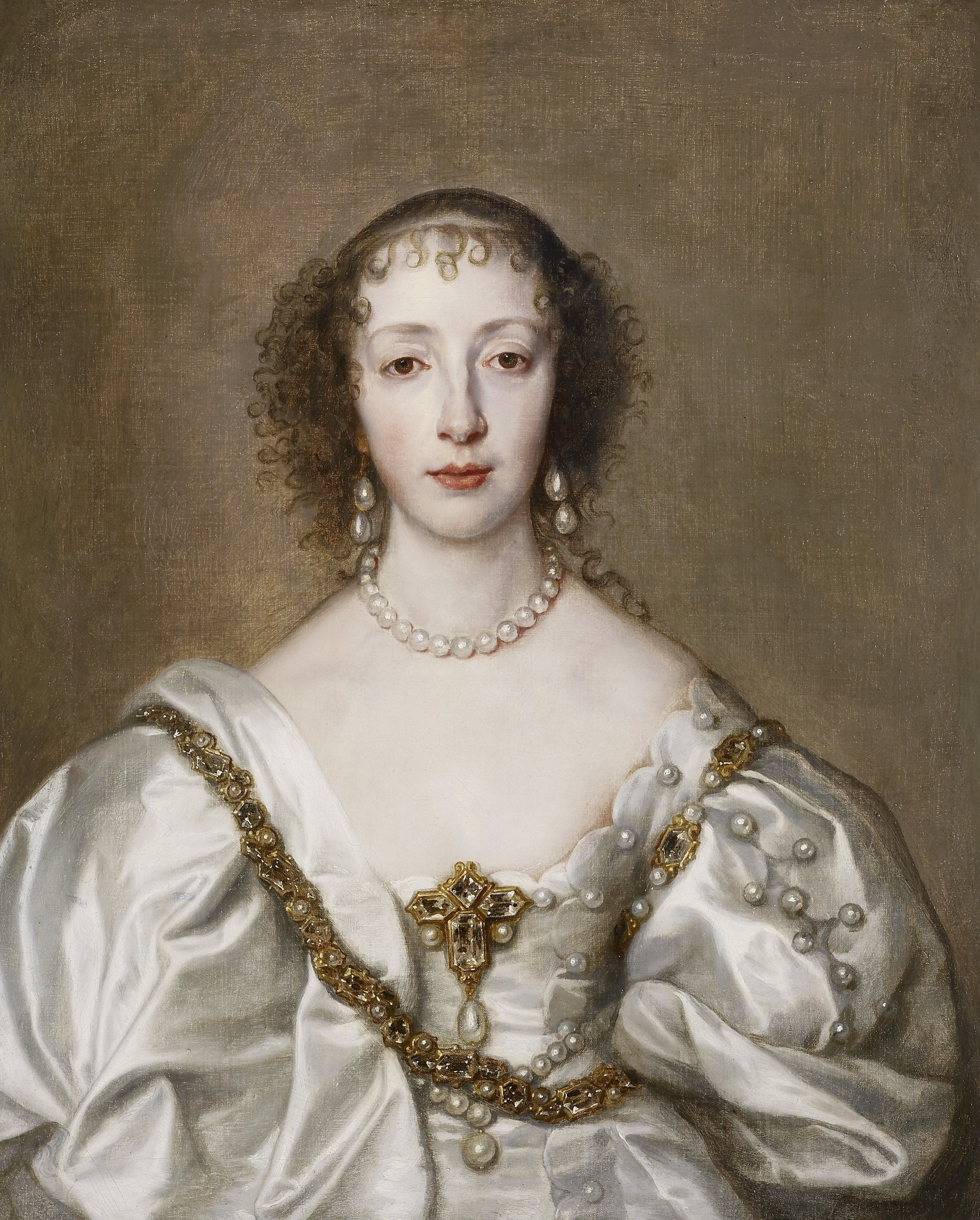
Portrait d'Henriette-Marie de France, vue de face, 1638 Château de Windsor
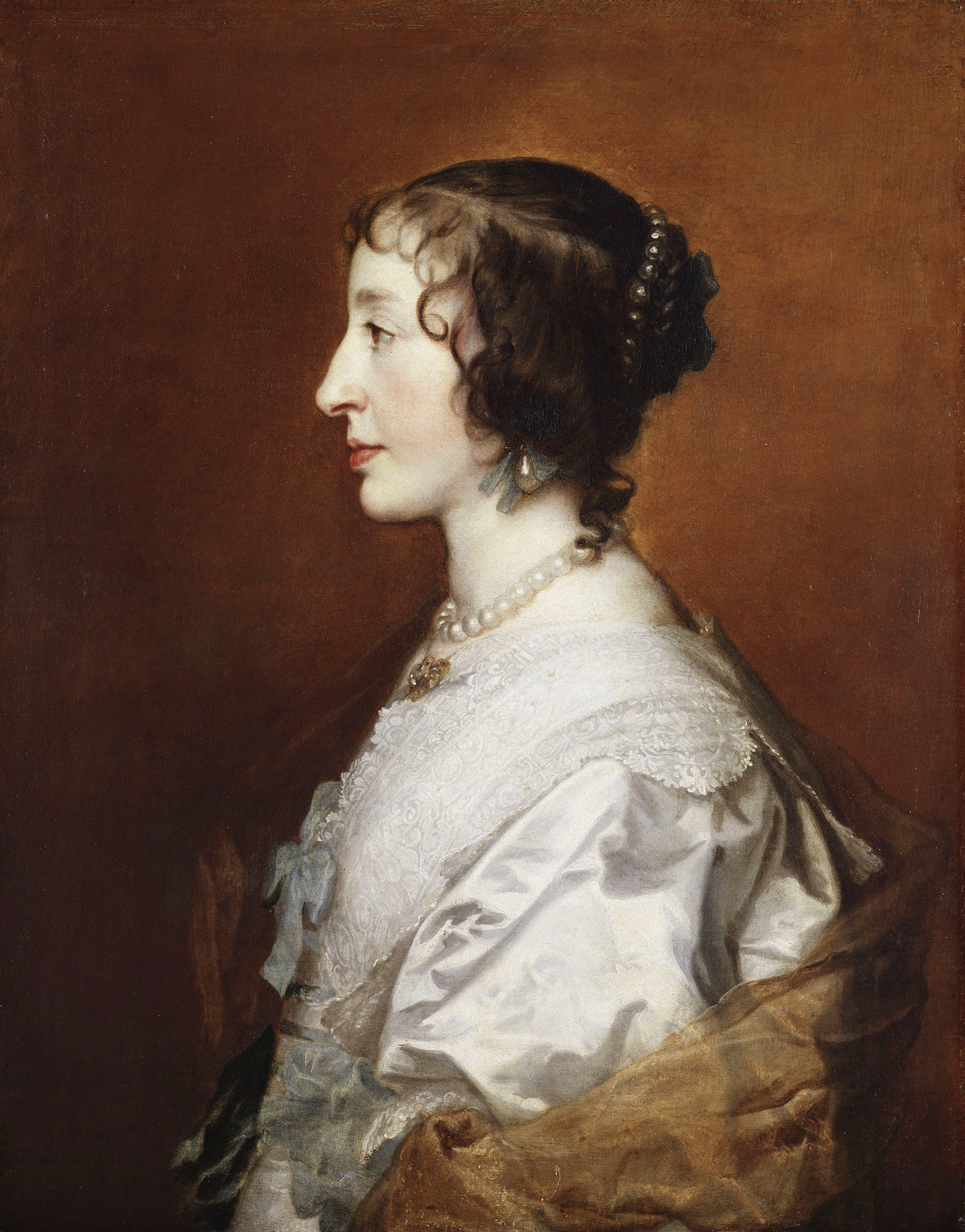
Portrait d'Henriette-Marie de France de profil, 1638
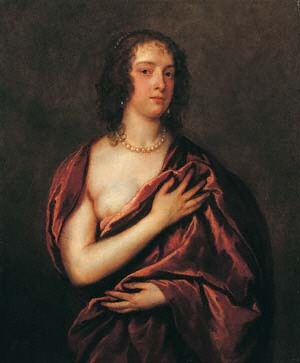
Portrait de Margaret Lemon, v. 1638 Château de Hampton Court
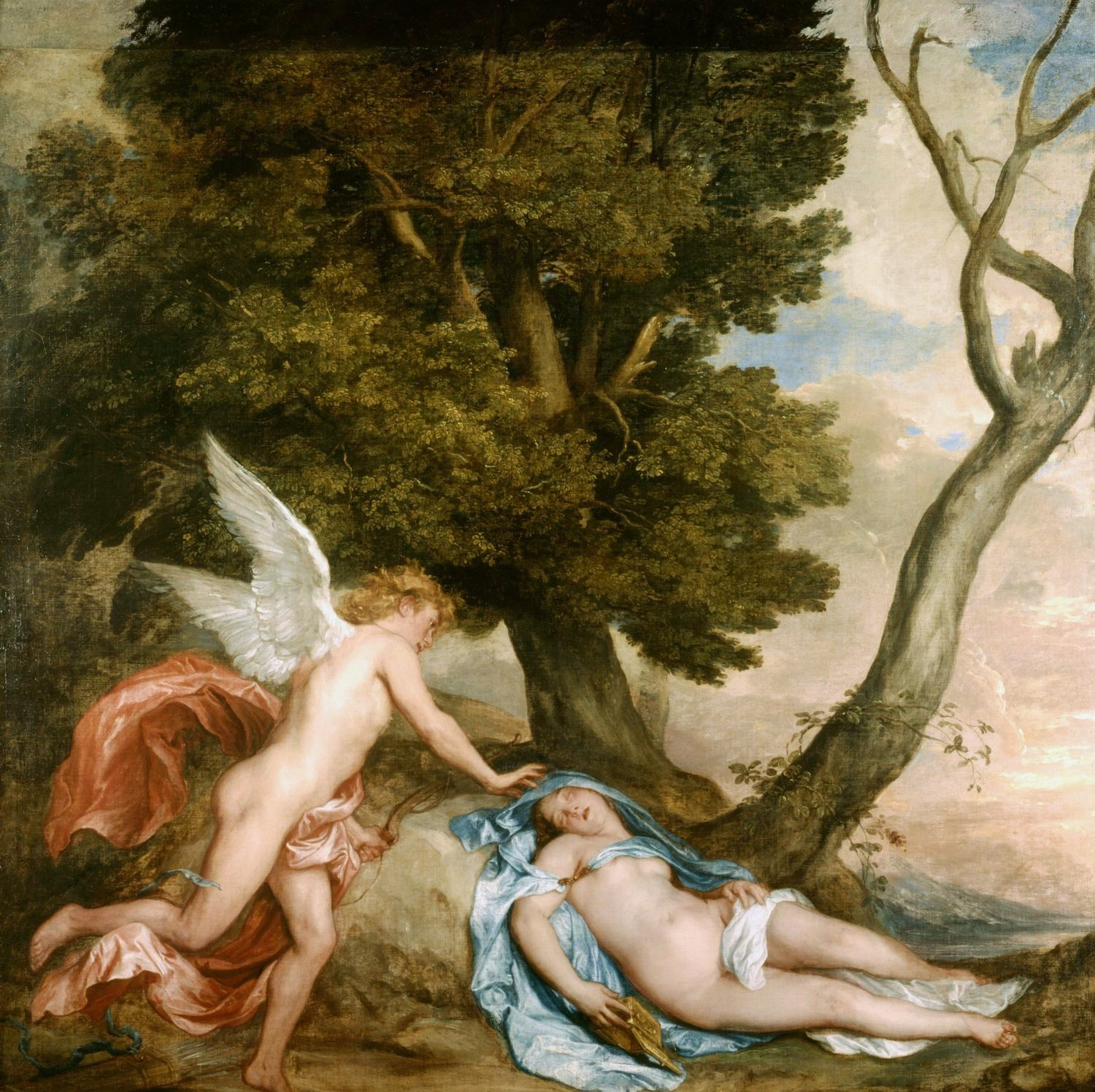
L'Amour et Psyché, 1639-1640 Palais de Kensington

- Alexandre-Auguste Robineau (1744-1828)

Tableaux d'Alexandre-Auguste Robineau
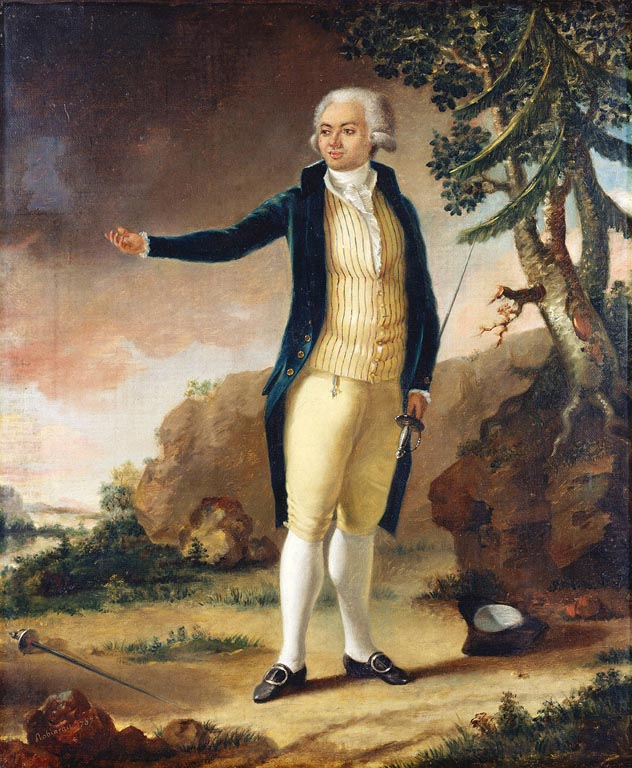
Le Chevalier de Saint-George (1745-1799)
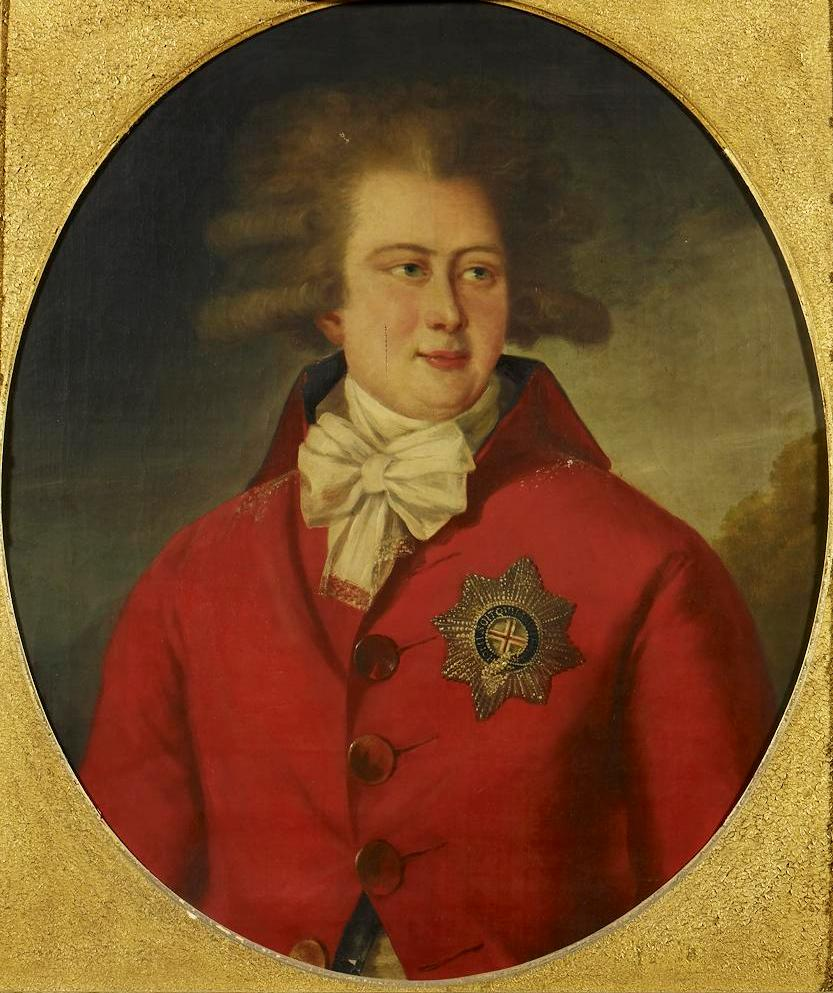
George IV (1762-1830) alors prince de Galles
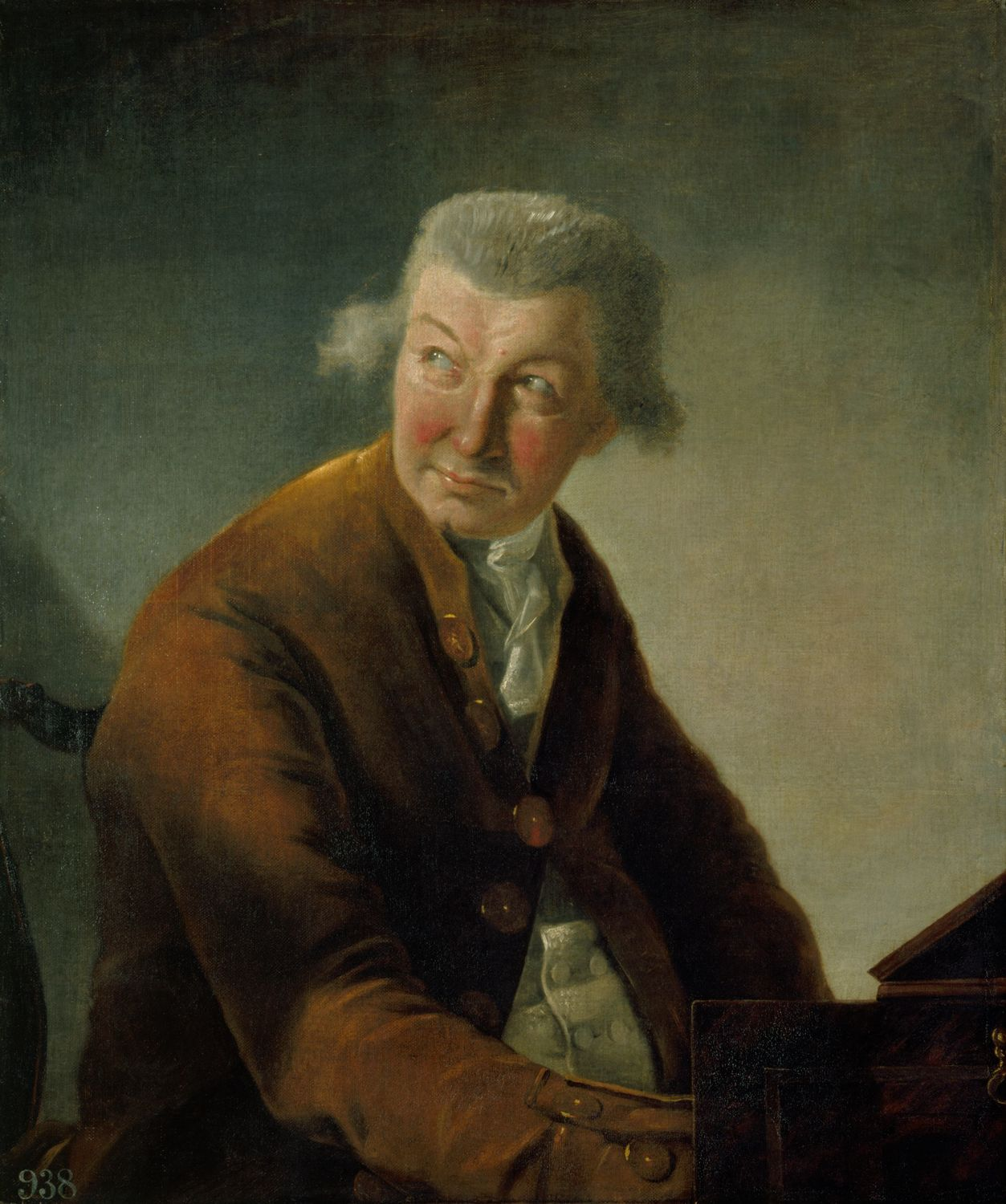
Karl Friedrich Abel (1725-87)
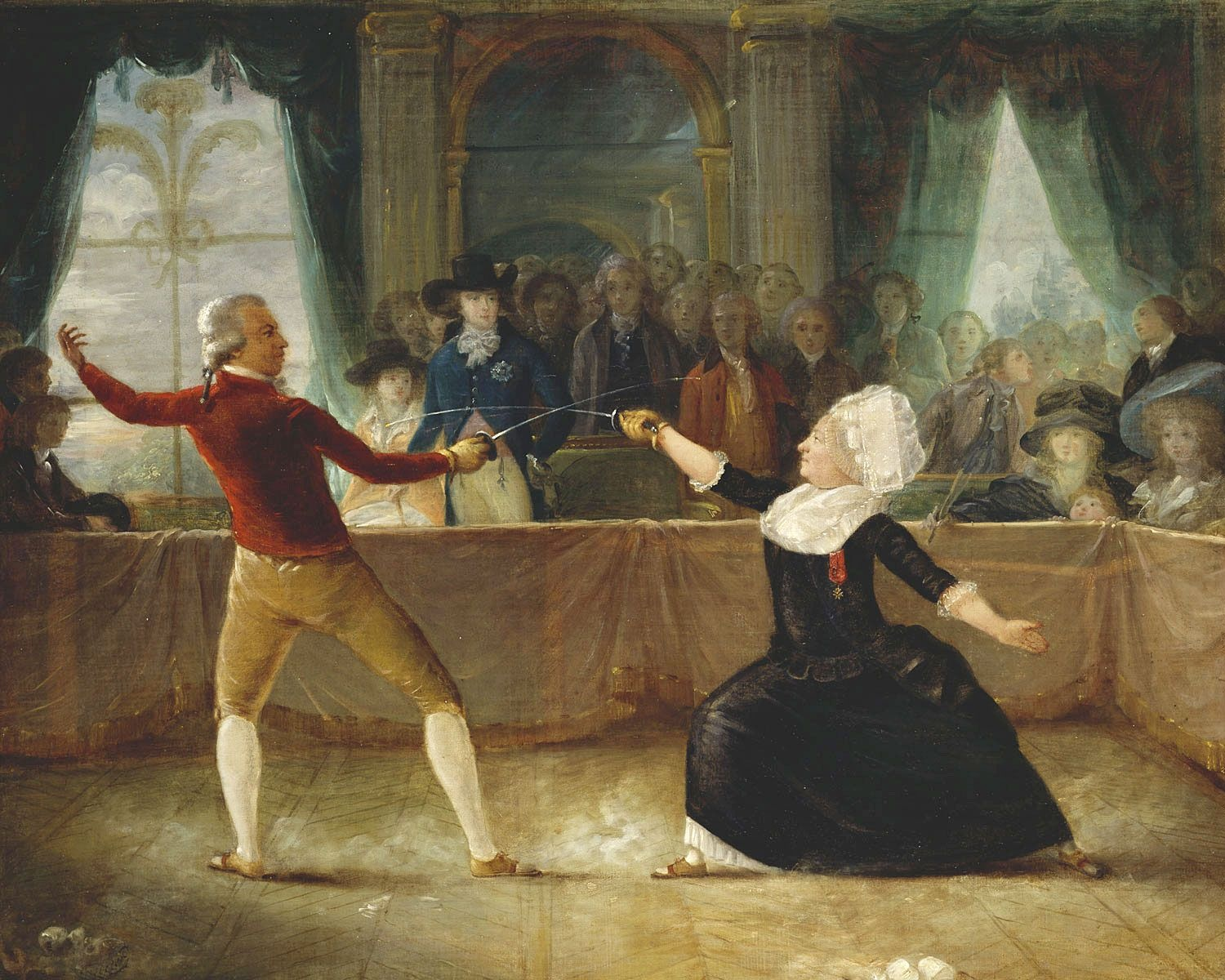
Le duel entre le chevalier de Saint-George et le chevalier d'Éon, v.1787-89

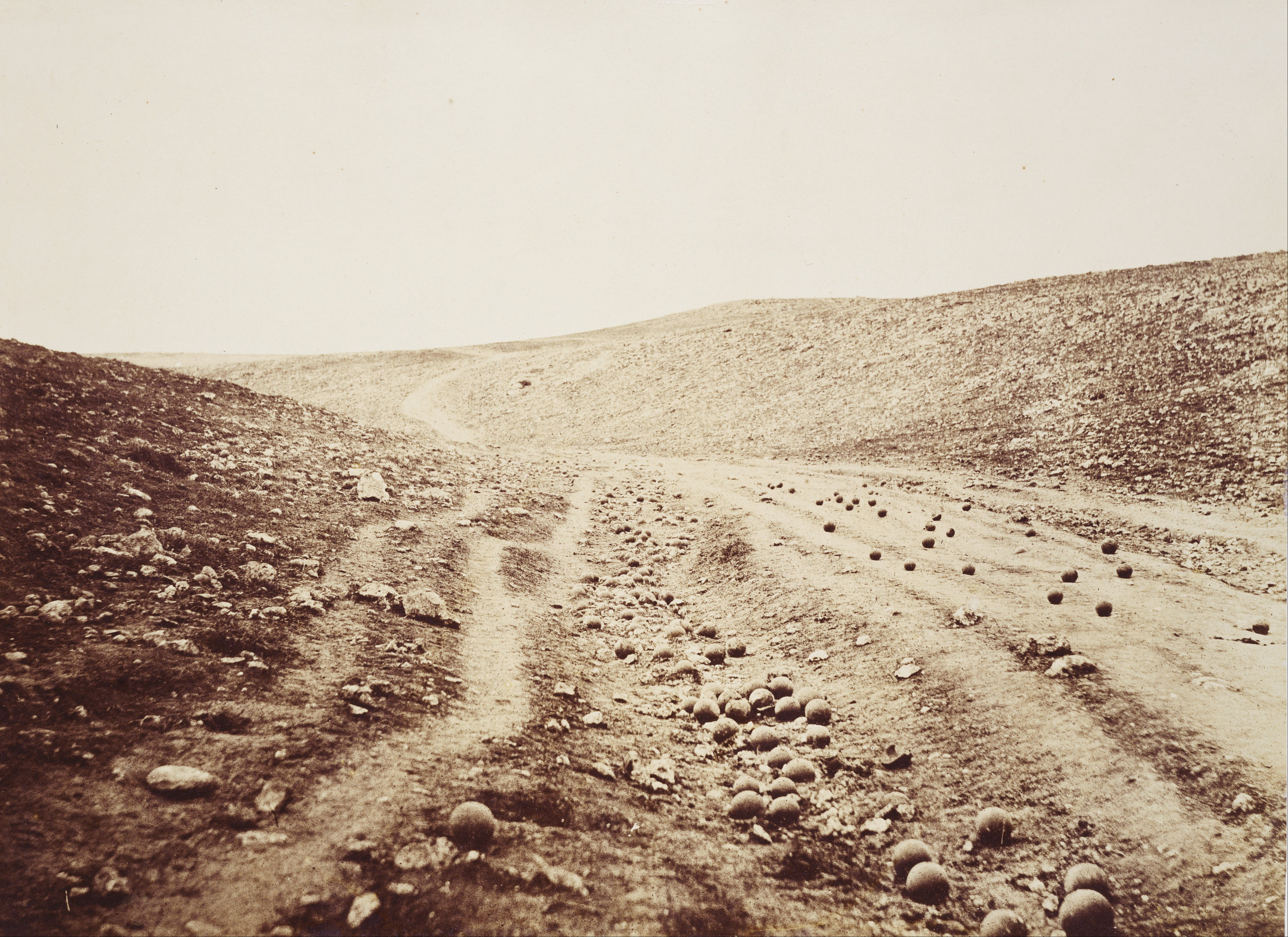
Valley of the Shadow of Death, tirage sur papier albuminé de 25,7 × 35 cm, prise de vue du 23 avril 1855 et tirage original d'époque, conservé à la Royal Collection Trust, Londres.

- Roger Fenton (1819 - 1869)